# 彭經
彭經（1439年—？），字載道，四川重慶府長壽縣人，軍籍。

## 生平
十一月十八日生，行三，治《詩經》，由國子生中式四川鄉試第六十三名舉人，年三十七歲中式成化十一年（1475年）乙未科會試第三十九名，第二甲第十八名進士。授開州知州，十七年八月被革职为民。

## 家族
曾祖彭誠，府同知；祖彭添爵；父彭思明，吏目；嫡母李氏；生母余氏。永感下，妻何氏，兄縉；紳。